# Tilly-la-Campagne
Tilly-la-Campagne is een plaats en voormalige gemeente in het Franse departement Calvados in de regio Normandië en telt 93 inwoners (1999).

## Geschiedenis
Op 1 januari 2019 fuseerde de gemeente met Hubert-Folie en Rocquancourt tot de commune nouvelle Castine-en-Plaine. Deze gemeente maakt deel uit van het arrondissement Caen.

## Geografie
De oppervlakte van Tilly-la-Campagne bedraagt 3,5 km², de bevolkingsdichtheid is 26,6 inwoners per km².
De onderstaande kaart toont de ligging van Tilly-la-Campagne met de belangrijkste infrastructuur en aangrenzende gemeenten.

## Demografie
Onderstaande figuur toont het verloop van het inwonertal (bron: INSEE-tellingen).
Vanwege een beveiligingsprobleem met de MediaWiki Graph-software is het momenteel niet mogelijk deze grafiek weer te geven. Zodra de software is bijgewerkt zal de grafiek vanzelf weer zichtbaar worden.